# 거부하는 몸짓으로 저 하늘을
"거부하는 몸짓으로 저 하늘을"(To The Sky With Rejecting Gesture)은 한국에서 제작된 손영호 감독의 1993년 영화이다. 소비아 등이 주연으로 출연하였고 정기택 등이 제작에 참여하였다. 사회적 멜로드라마, 컬트무비 스타일의 35mm 극장용 극영화, 1993년 서울 국도극장 상영 작품

## 출연

### 주연
- 소비아
- 권병준
- 조경래

## 기타
- 조명: 이민부